# Silvetty Montilla
Sílvio Cássio Bernardo, mais conhecido como Silvetty Montilla (São Paulo, 10 de julho de 1967), é uma drag queen, ator, humorista, apresentador e repórter brasileiro, considerado a maior drag queen do país e um dos maiores artistas da noite LGBT brasileira.
Ao longo de mais de trinta e cinco anos de carreira, Silvetty atuou em diversas peças teatrais, além de se apresentar assiduamente nas principais boates gays de São Paulo e de fazer participações em programas de televisão, como o TV Fama, Eliana e o humorístico Toma Lá, Dá Cá. Em 2013 e 2014, esteve fixo no elenco do grupo de comédia "Terça Insana", durante aproximadamente um ano e meio, fazendo diversos shows no Brasil.
Atualmente, além de atuar em peças musicais, trabalha em clubes de comédia, lançando em 2015 uma peça de stand-up própria. Também está a frente do reality show Academia de Drags via Youtube, devido a seu legado é constantemente comparada e chamada de RuPaul brasileira.

## Biografia
Sílvio Cássio Bernardo nasceu em uma família humilde da Zona Norte de São Paulo e, apesar de sempre ter de interessado por música, teatro, canto e dança, optou por um trabalho estável e que lhe desse retorno financeiro certo, e então, aos dezoito anos, prestou concurso público, e foi aprovado. Já financeiramente independente, decidiu assumir-se homossexual e sair de casa para viver sozinho, e passou alguns anos trabalhando como oficial da promotoria do Ministério Público de São Paulo. Em 1987, por influência de amigos, aceitou ganhar um dinheiro extra se montando de drag queen, para dançar e cantar aos finais de semana em bares e boates. Devido a seu talento, carisma e afinação musical, ficou muito conhecido na noite paulistana, sendo convidado para se apresentar em diversas casas de shows, festas de debutante, casamentos e formaturas. Ao ver que seria possível viver com o trabalho artístico, onde ganhava muito mais que seu emprego estável, acabou abandonando o trabalho junto à promotoria. Começou a participar de vários concursos de miss, recebendo o título de Miss Primavera de 1989, Miss Brasil 1990, Rainha do Carnaval, Miss Cidade de São Paulo e Miss Universo, todos dedicados a categoria de drag queen. Em 2012, Silvetty concorreu a uma vaga na Câmara de Vereadores de São Paulo pelo PSOL, sendo o terceiro mais votado do partido, obtendo quase 5 mil votos, porém, sem conquistar a vaga.
Atualmente faz apresentações por todo o Brasil e em diversos países, tendo agenda de shows fixas em variados eventos de São Paulo.

## Carreira artística
Silvetty Montilla começou a carreira na extinta boate Wall Show, como dançarino, participando dos shows de transformistas e de concursos de miss.
Verdadeiro amante dos palcos, tem paixão pelo que faz, sempre antenado e bem informado, trabalha com o mais puro improviso. Sua simpatia e simplicidade são suas principais virtudes. Seu público é grande, abrange em sua maioria o público LGBT, porém devido à versatilidade de seu humor, conquistou e vem conquistando outros públicos, independente da orientação sexual, identidade de gênero, idade, raça, credo ou classe social.
O nome Silvetty veio do próprio nome Sílvio, enquanto o Montilla surgiu de uma reunião de drag queens, amigos de Silvetty, em um apartamento, onde foi combinado o nome "Silvetty" com o de diversas bebidas, por achar que o "Montilla" combinava com o primeiro nome, acabou adotando o sobrenome artístico.

### Teatro e Stand-up

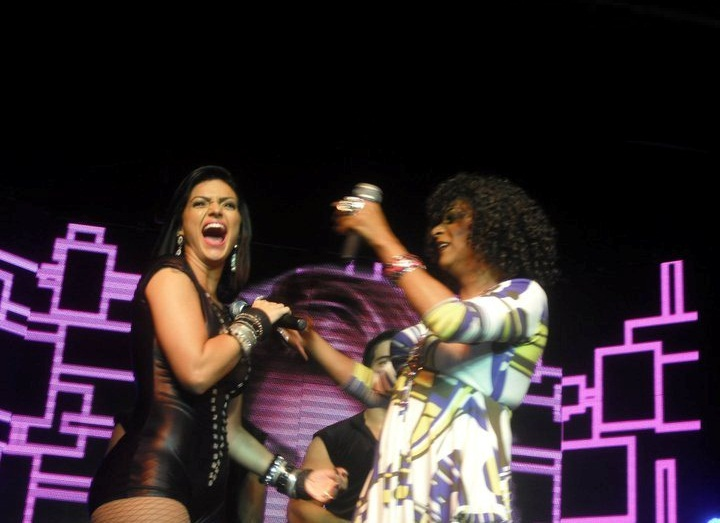
Silvetty e Kelly Key durante apresentação em 2011.

Sua estreia no teatro foi em 1998, com a peça “Cindy ou Fregi” de Carlos Alberto Sofredini uma comédia inspirada em Cinderela. Depois ele recebeu o convite do mesmo autor para fazer “Os Garotos da Sauna” e depois a peça “Non é Vero é Veríssimo”, no Teatro Imprensa, dirigida por Imara Reis e escrita por Ricardo Peixoto.
Em 2012, atuou em “As Três Marias” de Marcos Martinelli a qual ficou três temporadas em cartaz. De 2006 a 2010 Silvetty participou do musical Segunda Acontece, que está em cartaz há 4 anos e traz os drag queens mais famosos do Brasil: Boo, Divina Núbia, Lllady Meteora, Salete Campari, além de Silvetty. Juntos mostram todas as segundas-feiras no palco do Café Concerto Uranus um espetáculo que mistura humor e música, que contagia a platéia. Recebem convidados especiais a cada semana como Dimmy Kieer e Vitória Principal.
Recentemente (2013 e 2014), esteve fixo no elenco do grupo de comédia TERÇA INSANA, durante aproximadamente um ano e meio, fazendo diversos shows Brasil a fora. Atualmente, além dos trabalhos nas boates LGBT de São Paulo, Silvetty apresenta trabalhos próprios, como "O Segunda Dose de Montilla" (Apresentação Híbrida entre Stand-Up e Show - Apresentado às Segundas-Feiras na casa de shows Tom Jazz) e o "É o que tem pra hoje" (Apresentação itinerante de humor que conta com convidados especiais).
Desde de 2016 e atualmente está no musical ¨Cartola - O mundo é um Moinho¨, como Aurélia Pitangas uma das fundadoras da Mangueira, com temporada em São Paulo e no Rio de Janeiro.
Em 2018, estrelou em São Paulo a comédia "O Nome Dela é Valdemar", de Aziz Bajur, com direção de Eduardo Moreno.

### Cinema
Interpretou Dona Vera no filme "Do lado de Fora", dirigido por Alexandre Carvalho, uma comédia sobre amigos que fazem um pacto para “saírem do armário” depois de se encontrarem na Parada Gay de São Paulo. Além dele no elenco, estavam: Marcello Airoldi, André Bankoff, Titi Muller, Luis Fernando Vaz, Maurício Evanns, Fernanda Viacava, Tânia Granussi, Tatiana Eivazian e Nara Sakarê. O filme já passou dos 12 mil espectadores, visto em mais de 20 cidades do Brasil, vendido para mais de 10 países e apresentado na seleção do Festival de Cinema de Taoyuan na China. Em 2015 Silvetty participou como ele mesmo no documentário A Volta da Pauliceia Desvairada.

### Televisão

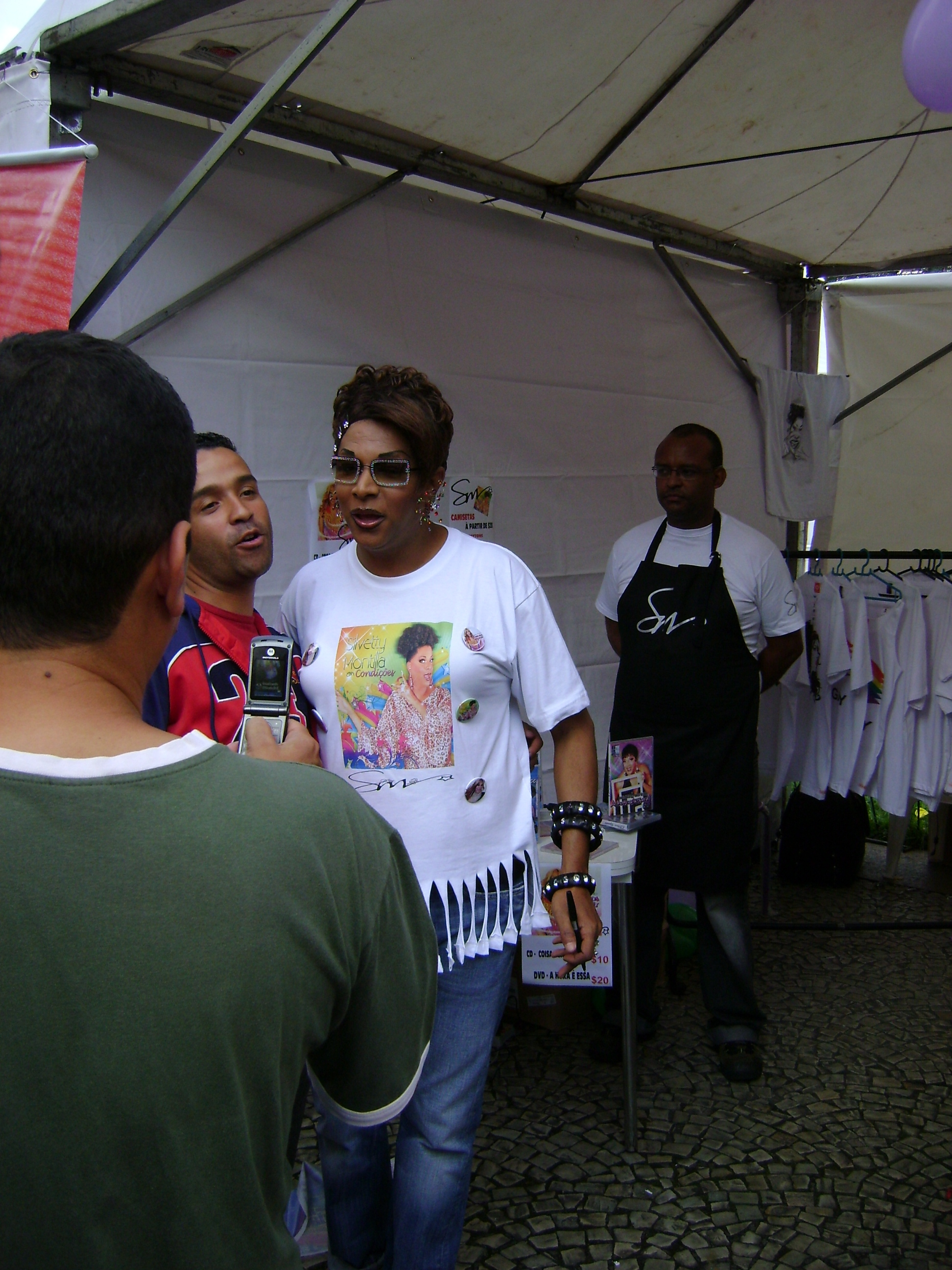
Montilla em 2009

Em 2009 fez uma participação na série Toma Lá, Dá Cá, da Rede Globo, onde interpretou o transexual "Charuba Massad". Foi por diversas vezes, entre 2008 e 2011, repórter especial do programa TV Fama da Rede TV. Em 2011 ele apresentou com outros drags o quadro "As Fadinhas Safadinhas" no Programa Eliana do SBT. Em 2014 fez uma aparição na série Pé na Cova da Rede Globo. Silvetty também já participou como convidado em diversos programas de televisão como: Caldeirão do Huck, Trolalá, Okay Pessoal!!!, Roberto Justus + e Almanaque Brasil.
Em 2019 tornou-se a dubladora da personagem "Vedete Champagne" para a Netflix na divertida animação Super Drags. A personagem foi criada inspirada em Silvetty, desde os trejeitos até os bordões fluem conforme a carreira da artista.

### Shows
Atualmente sua agenda é bastante agitada. Em São Paulo (capital) durante a semana, faz shows fixos (uma vez por semana) em sete boates: Aloca, Blue Space, Cantho Club, Danger Club, Freedom, Queen e Tunnel. Além dos shows fixos, ele faz muitas outras festas eventuais e principalmente aos sábados se dedica a shows fora do estado de São Paulo, nos principais clubes do Brasil, como: Metrópole (Recife), Heaven Club (Uberlândia), Level (Fortaleza), Diesel (Goiânia), The Gaarden (Rio de Janeiro), entre tantos outros.

### Internet
Silvetty Montilla é apresentador do reality show drag  chamado Academia de Drags, espelhado no consagrado programa de televisão americano RuPaul's Drag Race. Lançado em outubro de 2014, o reality exibido online via Youtube vêm repercutindo de forma espetacular. Foram 6 episódios até à grande final, lançados nas segundas-feiras, que já ultrapassou 1 milhão de visualizações.

### Rádio
Montilla é apresentador do programa Dark Room, na web rádio Flex Fm.

### Cantor
Silvetty Montilla gravou dois álbuns:
- Coisa Boa pra Você
- Em Condições

### Bordões
- "Tá boa...
- Tô Bonita...
- É o que tem pra hoje...
- Pois bem...
- Nosso programa é assim...
- Você vê, você liga...
- Quem pode, pode, quem não pode me olha!
- Foca nas joias...
- Mas se não conseguir me mande um e-mail...
- É solteiro ou casado? Solteiro! Vai continuar em nome de Jesus!
- Tááá ótimooooooo..."
- Quem pode compra, quem não pode assiste!

## Filmografia

### Filme
| Ano  | Título          | Papel     | Ref.   |
| ---- | --------------- | --------- | ------ |
| 2014 | Do Lado de Fora | Dona Vera | [ 17 ] |
| 2022 | De Repente Drag | Ele mesma | [ 18 ] |

### Documentário
| Ano  | Título                          | Papel     | Ref.   |
| ---- | ------------------------------- | --------- | ------ |
| 2013 | São Paulo em Hi-Fi              | Ele mesmo | [ 19 ] |
| 2015 | A Volta da Pauliceia Desvairada | Ele mesmo | [ 10 ] |

### Televisão
| Ano       | Título                | Papel            | Notas                                                                                | Ref.   |
| --------- | --------------------- | ---------------- | ------------------------------------------------------------------------------------ | ------ |
| 2008–2011 | TV Fama               | Ele Mesmo        | Repórter                                                                             | [ 12 ] |
| 2009      | Toma Lá, Dá Cá        | Charuba Massad   | (Participação) Ep. 58 - "Cada Vez Mais Pobres"                                       | [ 11 ] |
| 2011      | Programa Eliana       | Ele Mesmo        | Apresentadora do quadro "as fadinhas safadinhas"                                     | [ 13 ] |
| 2014      | Pé na Cova            | Osvaldinho       | (Participação) - Episódios "Nada no Bolso ou nas Mãos" e "Quenda que os Alibã vê aí" | [ 20 ] |
| 2015      | #PartiuShopping       | Kissila          | (Participação) Ep. 17 -"Álbum de Família"                                            | [ 21 ] |
| 2018      | Super Drags           | Vedete Champagne | (Dublagem) - Voz original (Netflix)                                                  | [ 22 ] |
| 2021      | RuPaul's Drag Race UK | Raven            | (Dublagem) - Temporadas 1 e 2 (Star+)                                                | [ 23 ] |

### Web serie
| Ano       | Título                           | Papel     | Nota                          |
| --------- | -------------------------------- | --------- | ----------------------------- |
| 2017–2021 | Espuma com Montilla              | Ele mesma | Entrevista dentro da banheira |
| 2014–2022 | Academia de Drags                | Ele mesmo | Apresentadora                 |
| 2020-2022 | Na cozinha com Silvetty Montilla | Ele mesma | Programa culinário            |

### Teatro
| Ano       | Título                        | Papel           | Ref.   |
| --------- | ----------------------------- | --------------- | ------ |
| 1998      | Cindy ou Fregi                | Cindy           | [ 26 ] |
| 2000      | Os Garotos da Sauna           | A drag da sauna | [ 27 ] |
| 2004      | Non é Vero é Veríssimo        | Nero            | [ 28 ] |
| 2012      | As Três Marias                | Maria           | [ 29 ] |
| 2013-2014 | Terça Insana                  | Diversos        | [ 30 ] |
| 2015      | Segunda Dose de Montilla      | Ela mesma       | [ 31 ] |
| 2017      | Cartola - O Mundo é um Moinho | Coro            | [ 32 ] |
| 2018      | O Nome dela é Valdemar        | Valdemar        | [ 33 ] |
| 2019      | É o que tem pra hoje!         | Ela mesma       | [ 34 ] |
| 2024      | Mais uma Dose de Montilla     | Ela mesma       | [ 35 ] |

## Prêmios e indicações

### Prêmio DNA da Balada
| Ano  | Recipiente        | Categoria                 | Resultado |
| ---- | ----------------- | ------------------------- | --------- |
| 2014 | Silvetty Montilla | Melhor Show Drag de Humor | Venceu    |
| 2015 | Silvetty Montilla | Melhor Show Drag de Humor | Venceu    |
| 2016 | Silvetty Montilla | Melhor Show Drag de Humor | Venceu    |

### Prêmio PapoMix da Diversidade
| Ano  | Recipiente        | Categoria                         | Resultado |
| ---- | ----------------- | --------------------------------- | --------- |
| 2011 | Silvetty Montilla | Melhor Apresentação               | Venceu    |
| 2013 | Silvetty Montilla | Diva da Diversidade               | Venceu    |
| 2015 | Silvetty Montilla | Ícone LGBT                        | Venceu    |
| 2018 | Silvetty Montilla | Homenagem aos 30 anos de carreira | Venceu    |